# Sten Sandahl
Sten Sandahl, född 21 september 1941 i Katarina församling i Stockholm, död 30 juni 2010 i Enskede-Årsta församling i Stockholm, var en svensk musikproducent.
Sandahl var under många år musikproducent för Rikskonserter. Han var ett stort namn inom folk- och världsmusiken som skannade av världens musik och valde ut det bästa. Bland annat lät han den svenska publiken få upptäcka musik från länder som Guatemala, Indien och Uganda. Han arbetade med serien ”Music From...” som var ett samarbete med SIDA där Caprice Records gav ut omkring femton skivor med musik av stor bredd från exempelvis Vietnam, Zanzibar och Ecuador. Detta musikantropologiska pionjärarbete där Sten Sandahl besökte minoritetsfolk och sökte upp musikprofiler i urbana miljöer uppmärksammades av internationell press.
Sten Sandahl var från 1988 till sin död gift med Sylvia Sandahl (1954–2014). Bland hans barn märks dottern Nina Woodford från en tidigare relation med Prudence Woodford-Berger.